# Conseil national des régions et des districts
Ire législature
Palais du Bardo
Le Conseil national des régions et des districts (en arabe : المجلس الوطني للجهات والأقاليم, Al Majlis Al Watani l'il Jihet W'al Akalim) — abrégé en CNRD — est la chambre haute du Parlement de la Tunisie depuis la promulgation de la Constitution du 16 août 2022 approuvée lors du référendum du 25 juillet 2022. Il partage le pouvoir législatif avec l'Assemblée des représentants du peuple. 
Ses premières élections se tiennent le 29 mars 2024. La plénière inaugurale est fixée au 19 avril.

## Rôle et fonctions
Selon l'article 84 de la Constitution tunisienne de 2022, « les projets en rapport avec le budget de l'État et les plans de développement régionaux doivent obligatoirement être soumis au Conseil national afin d'assurer un équilibre entre les régions et les territoires ».
Le Conseil national des régions et des districts est chargée du pouvoir législatif. Selon l'article 85 de la Constitution, elle exerce une fonction de contrôle concernant la mise en œuvre des budgets et des plans de développement.

## Mode de scrutin
Le Conseil national des régions et des districts est composée de députés élus au suffrage indirect par les membres des conseils régionaux et de district, à raisons de trois sièges par région et un siège par district. Les membres de chaque conseil régional élisent trois membres au scrutin majoritaire plurinominal, tandis que ceux de chaque conseil de district élisent un membre au scrutin uninominal majoritaire à un tour,.

## Bureau
La composition du bureau du Conseil national des régions et des districts à la suite de l'élection du 19 avril 2024 :

Imed Derbali (indépendant), président.
Youssef Bargaoui (indépendant), vice-président.
Zakia Maaroufi (indépendante), vice-présidente.